# Theegarten
Theegarten ist eine Hofschaft in der bergischen Großstadt Solingen.

## Geographie
Theegarten liegt am Rande einer Bergkuppe im Osten des Solinger Stadtbezirks Mitte. Der Ort liegt am äußersten Ende der Theegartener Straße östlich von Kannenhof und nördlich von Meigen, das am Ufer des Meigener Bachs liegt. Nördlich von Theegarten liegt Altenbau, dort verläuft in einem bewaldeten Bachtal der Städtgesmühler beziehungsweise Papiermühler Bach. Im Osten fließt die Wupper, am Ufer des Flusses befindet sich Papiermühle. Südlich von Theegarten liegen Halfeshof und Windfeln. 

## Etymologie
Der Ortsname wird als zehn (Thee-) Gärten (-garten) gedeutet, aus denen der Ort möglicherweise früher bestanden hat.

## Geschichte
Die Wurzeln von Theegarten lassen sich gesichert bis zu Beginn des 14. Jahrhunderts zurückverfolgen. Die erste urkundliche Erwähnung des Ortes erfolgte als Zeyngardin im Jahre 1303. Im Zehntregister des Klosters Altenberg wurde der Ortsname als Tegarden erwähnt wird. In dem Kartenwerk Topographia Ducatus Montani von Erich Philipp Ploennies, Blatt Amt Solingen, aus dem Jahre 1715 ist der Ort mit einer Hofstelle verzeichnet und als Degarten benannt. Der Ort gehörte zur Honschaft Solingen innerhalb des Amtes Solingen. Die Topographische Aufnahme der Rheinlande von 1824 verzeichnet den Ort als Theegarten und die Preußische Uraufnahme von 1844 ebenfalls als Theegarten. In der Topographischen Karte des Regierungsbezirks Düsseldorf von 1871 ist der Ort erneut als Theegarten verzeichnet.
Nach Gründung der Mairien und späteren Bürgermeistereien Anfang des 19. Jahrhunderts gehörte Theegarten zur Bürgermeisterei Dorp. 1815/16 lebten 95, im Jahr 1830 107 Menschen im als Weiler bezeichneten Theegarten. Der nach der Statistik und Topographie des Regierungsbezirks Düsseldorf als Hofstadt kategorisierte Ort besaß 1832 18 Wohnhäuser, drei Fabrikationsstätten bzw. Mühlen und neun landwirtschaftliche Gebäude. Zu dieser Zeit lebten 123 Einwohner im Ort, davon acht katholischen und 115 evangelischen Bekenntnisses. Die Gemeinde- und Gutsbezirksstatistik der Rheinprovinz führt den Ort 1871 mit 20 Wohnhäusern und 124 Einwohnern auf. Im Gemeindelexikon für die Provinz Rheinland von 1888 werden für Theegarten 20 Wohnhäuser mit 118 Einwohnern angegeben.
Die Bürgermeisterei beziehungsweise Stadt Dorp wurde nach Beschluss der Dorper Stadtverordneten zum 1. Januar 1889 mit der Stadt Solingen vereinigt. Damit wurde Theegarten ein Ortsteil Solingens. 1895 besitzt der Ortsteil 16 Wohnhäuser mit 88 Einwohnern, 1905 werden 16 Wohnhäuser und 98 Einwohner angegeben.
Nach dem Zweiten Weltkrieg wurde in Theegarten ein Naturfreundehaus errichtet, das 1954 eröffnet wurde. Das Haus wird bis heute von dem Verein NaturFreunde Deutschlands, Ortsgruppe Solingen-Theegarten e. V., bewirtschaftet. 

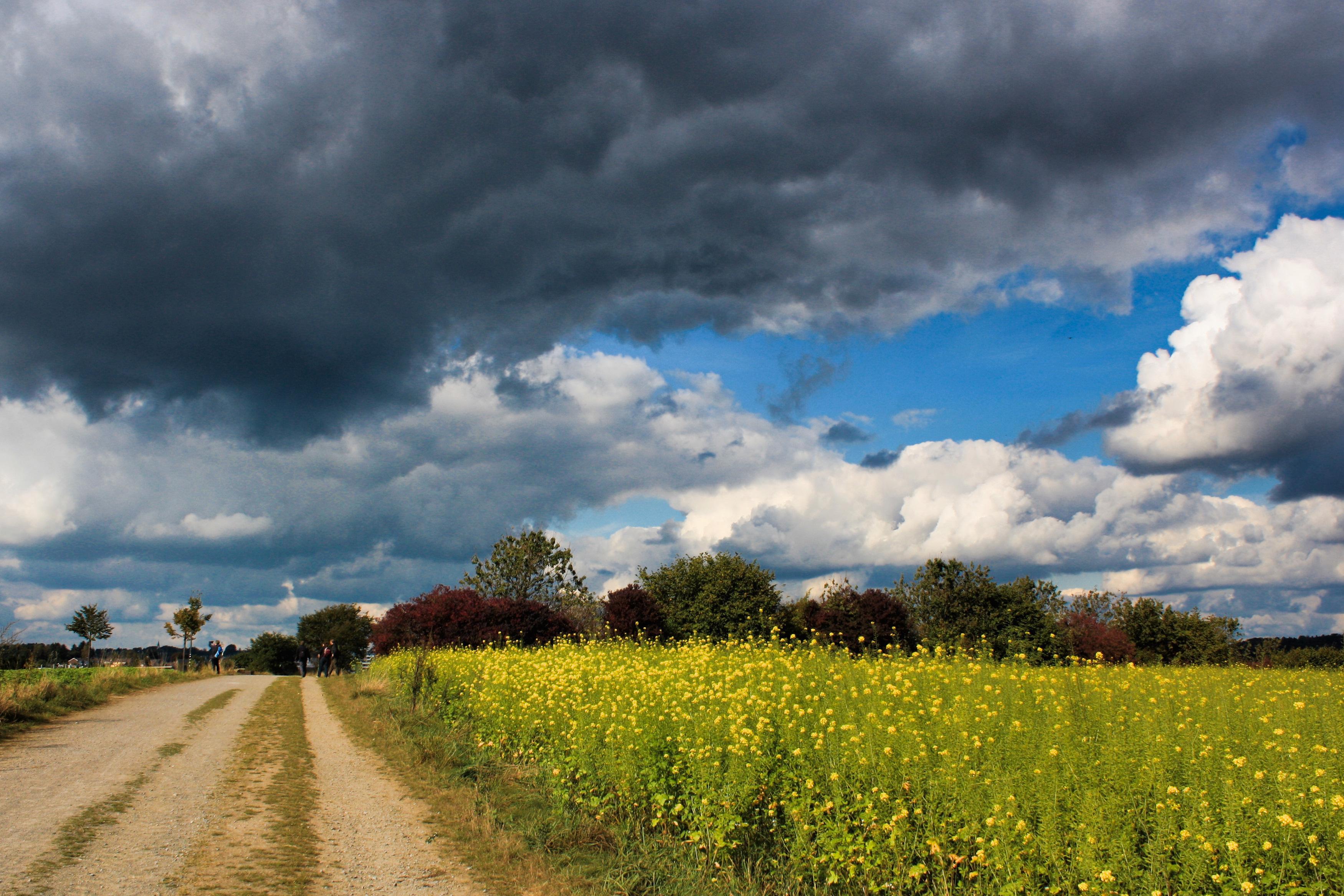
Theegartener Kopf

Heute sind die Wälder und Wiesen rund um Theegarten durch zahlreiche Wanderwege erschlossen, die unter anderem auch über den sogenannten Theegartener Kopf führen. Dies ist eine Aussichtsplattform, die im Zuge des Baus der Bergbahntrasse von Theegarten nach Müngsten errichtet wurde. Die Bergbahntrasse als ehemalige Trasse der Ronsdorf-Müngstener Eisenbahn und das Plateau am Theegartener Kopf wurden bis Sommer 2010 mit finanziellen Mitteln aus der Regionale 2006 umgestaltet.